# IV Cuerpo Antiaéreo
El IV Cuerpo Antiaéreo (Flak-Korps IV) unidad militar de la Luftwaffe durante la Segunda Guerra Mundial.

## Historia
El Generalleutnant Kurt Wagner tomó el mando del cuerpo el 21 de julio de 1944, pero fue reemplazado por el general Otto-Wilhelm von Renz. Su formación comenzó el 23 de junio de 1944 en Breslau bajo la 1° Flota Aérea, aparentemente desde partes del comandante general de la Fuerza Aérea Alemana en Dinamarca. A principios de Agosto de 1944 la formación nunca fue completada. El 6 de septiembre de 1944, en el área de la Flota Aérea Reich se creó la oficina del Comandante de la Defensa Aérea Occidental. Estuvo bajo todas las fuerzas Antiaérea en la Frontera Occidental del Imperio Sur de la Línea Coblenza - Wittlich - Esch. El 12 de septiembre de 1944, fue reformada. El Cuartel General de la Comandancia General se encuentra en Wiesbaden, y el 7 de octubre de 1944 en Edenkoben. En diciembre de 1944 la 28° División Antiaérea (Cuartel General: Herrenalb/Schwarzwald) uniéndose al cuerpo, cuando la 13° División Antiaérea lo deja en marzo de 1945. En febrero de 1945 la 21° División Antiaérea (Cuartel General: Darmstadt) y la 19° Brigada Antiaérea uniéndose al cuerpo, seguido por la 26° División Antiaérea (Cuartel General: München) en abril de 1945. En 1945 se trasladó al Comando General de Darmstadt. Los combates en el área del IV Cuerpo Antiaéreo, se desplazarón al interior del Reich, enviando a la 19° Brigada Antiaérea para detener a las tropas americanas, que después serían capturados. Por último, la lucha se trasladó a Baviera. En la fase final de la guerra, el Cuerpo estaba en Wessling en la Alta Baviera. Subordinado por el Comando de la Fuerza Aérea Occidental. Termina la acción en el área del Grupo de Ejércitos C, desde el Mosela en la frontera de Suiza. El 3 de mayo de 1945 fue disuelta en la Alemania meridional y en cautiverio americano.

## Comandantes
- General Otto-Wilhelm von Renz – (Julio de 1944 – 15 de agosto de 1944)
- General Rudolf Bogatsch – (12 de septiembre de 1944 – 4 de mayo de 1945)

## Jefes de Estado Mayor
- Coronel Erich Gröpler – (? – Septiembre de 1944)
- Coronel Franz Boehme – (1944 – 1944)
- Teniente coronel Kurt-Helmut Fischer – (17 de septiembre de 1944 – abril de 1945)

## Orden de batalla
Organización del 1 de octubre de 1944 – 1 de diciembre de 1944:
- 9° División Antiaérea en Landstuhl, apoyando al 1° Ejército
- 13° División Antiaérea en Schlettstadt (Octubre de 1944?), después Todtnau/Schwarzwald, apoyando al 19° Ejército

Organización del 12 de septiembre de 1944:
- 9° División Antiaérea
- 13° División Antiaérea
- 1° Brigada Antiaérea
- 12° Brigada Antiaérea

Organización de Septiembre de 1944:
- 9° División Antiaérea
- 13° División Antiaérea
- 12° Brigada Antiaérea

Organización de 1 de octubre de 1944:
- 9° División Antiaérea
- 13° División Antiaérea

Organización del 6 de diciembre de 1944:
- 9° División Antiaérea
- 13° División Antiaérea
- 28° División Antiaérea
- 104° Batallón de Comunicaciones Aérea
- IV Jefe de Suministro del Cuerpo

Organización del 23 de enero de 1945:
- 9° División Antiaérea
- 13° División Antiaérea
- 21° División Antiaérea
- 28° División Antiaérea
- 104° Batallón de Comunicaciones Aérea
- IV Jefe de Suministro del Cuerpo

Organización del 15 de febrero de 1945:
- 9° División Antiaérea
- 13° División Antiaérea
- 21° División Antiaérea
- 28° División Antiaérea
- 19° Brigada Antiaérea
- 104° Batallón de Comunicaciones Aérea
- IV Jefe de Suministro del Cuerpo

Organización del 15 de marzo de 1945:
- 9° División Antiaérea
- 13° División Antiaérea
- 21° División Antiaérea
- 28° División Antiaérea
- 19° Brigada Antiaérea
- 104° Batallón de Comunicaciones Aérea
- IV Jefe de Suministro del Cuerpo

Organización de abril de 1945:
- 9° División Antiaérea
- 13° División Antiaérea
- 21° División Antiaérea
- 26° División Antiaérea
- 28° División Antiaérea
- 12° Brigada Antiaérea
- 19° Brigada Antiaérea
- 104° Batallón de Comunicaciones Aérea
- IV Jefe de Suministro del Cuerpo

## Subordinada

### 1944
| Fecha       | Cuerpos Aéreos | Flotas Aéreas/Administrativos Aéreos | Área      |
| 23 de junio |                | 1.ª Flota Aérea                      | Breslavia |

## Reformada

### 1944
| Fecha            | Cuerpos Aéreos | Flotas Aéreas/Administrativos Aéreos  | Área                            |
| 6 de septiembre  |                | 3º Flota Aérea                        | Frente Oeste del Mosela a Suiza |
| 22 de septiembre |                | Comando de la Fuerza Aérea Occidental | Frente Oeste del Mosela a Suiza |

### 1945
| Fecha      | Cuerpos Aéreos | Flotas Aéreas/Administrativos Aéreos  | Área                             |
| 1 de enero | —              | Comando de la Fuerza Aérea Occidental | Sector Sur del Frente Occidental |